# Sommeritz
Sommeritz ist ein Ortsteil der Stadt Schmölln im Landkreis Altenburger Land in Thüringen.

## Lage
Der Ortsteil befindet sich südwestlich von der Stadt Schmölln und liegt am Fließgewässer Limpitz. Der Schafberg liegt 293 Meter über NN. Dort befindet sich auch das Hügelland um die Ackerebene.

## Geschichte
Im Jahre 1204 war die erste urkundliche Erwähnung des Dorfes. Das Rittergut Sommeritz entstand aus einer Wasserburganlage, die im 13. Jahrhundert erstmals erwähnt wurde. Das Schloss aus dem 17. Jahrhundert wurde im 19. Jahrhundert mehrmals umgebaut. Im Zuge der Bodenreform wurde das Rittergut 1946 enteignet und aufgeteilt. Dabei wurden sämtliche Gebäude, bis auf das kleine Herrenhaus und Reste des Schaf- und Pferdestalls, abgerissen. Der ehemalige Waal-Teich wurde in den 1970er Jahren verfüllt und eingeebnet. Seitdem erinnern nur noch wenige Bäume an den Park.
Sommeritz gehörte zum wettinischen Amt Altenburg, welches ab dem 16. Jahrhundert aufgrund mehrerer Teilungen im Lauf seines Bestehens unter der Hoheit folgender Ernestinischer Herzogtümer stand: Herzogtum Sachsen (1554 bis 1572), Herzogtum Sachsen-Weimar (1572 bis 1603), Herzogtum Sachsen-Altenburg (1603 bis 1672), Herzogtum Sachsen-Gotha-Altenburg (1672 bis 1826). Bei der Neuordnung der Ernestinischen Herzogtümer im Jahr 1826 kam der Ort wiederum zum Herzogtum Sachsen-Altenburg.
Nach der Verwaltungsreform im Herzogtum gehörte Sommeritz bezüglich der Verwaltung zum Ostkreis (bis 1900) bzw. zum Landratsamt Ronneburg (ab 1900). Das Dorf gehörte ab 1918 zum Freistaat Sachsen-Altenburg, der 1920 im Land Thüringen aufging. 1922 kam es zum Landkreis Altenburg.
Am 1. Oktober 1922 erfolgte die Eingemeindung von Sommeritz in die Stadt Schmölln.
Bei der zweiten Kreisreform in der DDR wurden 1952 die bestehenden Länder aufgelöst und die Landkreise neu zugeschnitten. Somit kam Sommeritz als Ortsteil der Stadt Schmölln mit dem Kreis Schmölln an den Bezirk Leipzig; jener gehörte seit 1990 als Landkreis Schmölln zu Thüringen und ging bei der thüringischen Kreisreform 1994 im Landkreis Altenburger Land auf. 299 Personen lebten im Jahr 2012 in dem landwirtschaftlich geprägten Ortsteil.